# Alexander Fuchs
Alexander Fuchs (* 5. Januar 1997 in München) ist ein deutscher Fußballspieler.

## Karriere
Alexander Fuchs lief von 2001 bis 2006 für den SV Lohhof auf, bevor er ins Nachwuchsleistungszentrum des TSV 1860 München wechselte. Dort durchlief er alle Jugendabteilungen und rückte schließlich in der Saison 2016/17 in die U23 auf. Aufgrund diverser Verletzungen kam er in seiner Premierensaison im Herrenbereich nur auf 20 Spiele (zwei Tore) in der Regionalliga Bayern.
Im Februar 2017 gab der Zweitligist 1. FC Nürnberg Fuchs’ Verpflichtung zur Saison 2017/18 bekannt. Die Vorbereitung absolvierte er komplett mit den Profis. Mit dem Club wurde Fuchs schließlich Vizemeister der 2. Bundesliga 2018 und stieg mit ihm in die Bundesliga auf. Dort erzielte er beim 2:2 gegen den FC Augsburg am 3. November 2018 (10. Spieltag) seinen ersten Bundesligatreffer. Am Saisonende ging es für den Club und Fuchs als Tabellenschlusslicht wieder zurück in die zweite Liga. Durch einen Mittelfußbruch kam er nicht mehr für die erste Mannschaft zum Einsatz und spielte stattdessen nur viermal in der Regionalliga.
Innerhalb der Winterpause einigten sich der Drittligist SpVgg Unterhaching und der FCN auf einen Transfer des Mittelfeldspielers. Für Unterhaching absolvierte er 46 Drittligapartien, ehe er mit dem Klub am Ende der Saison 2020/21 aus der 3. Liga abstieg. Daraufhin verließ er die Bayern.
Nach mehreren Monaten ohne Verein wechselte Fuchs im Oktober 2021 nach Österreich zum Bundesligisten SK Austria Klagenfurt, bei dem er einen bis Juni 2022 laufenden Vertrag erhielt. Für die Kärntner kam er insgesamt zu sieben Einsätzen in der Bundesliga. Sein Vertrag in Klagenfurt wurde nicht verlängert und somit verließ er die Austria nach der Saison 2021/22 wieder.
Im Januar 2023 kehrte er wieder nach Klagenfurt zurück. Diesmal blieb er aber ohne Einsatz und spielte nur für die Amateure. Nach der Saison 2022/23 verließ er den Klub wieder und wechselte in seine Heimat zum Drittligisten SV Sandhausen.

## Erfolge
- 1. FC Nürnberg
  - Vizemeister der 2. Bundesliga und Aufstieg in die Bundesliga: 2018